# Michaël Gaumnitz
Michaël Gaumnitz, né en 1947 à Dresde (Allemagne), est un cinéaste, graphiste et peintre d'origine allemande et naturalisé français, qui a réalisé l'essentiel de son œuvre en France.

## Parcours
Son père, allemand, est dessinateur et peintre mais a abandonné cet art, après son arrestation par les nazis. Quelques années après la fin de la guerre, sa famille quitte l'Allemagne pour s'installer dans les Ardennes, à Sedan. Michaël n'a qu'un an et demi lorsqu'il arrive en France.
Son père tente de le dégoûter de la peinture. À 14 ans, à la sortie du collège Turenne de Sedan, il est mis en apprentissage en cuisine, puis dans une charcuterie industrielle. Des rencontres le font revenir à la peinture puis à la vidéo.
Après avoir exercé différents métiers dont celui de cuisinier (« je trouve beaucoup de parallèles entre la cuisine et la vidéo », dira-t-il des années plus tard), il suit une formation à l’École des beaux-arts de Berlin puis de Paris. Il fait ses débuts de vidéo-peintre à l'INA, puis illustre le courrier des téléspectateurs de la Sept (l'ancêtre d'Arte).
Il réalise de nombreux films documentaires pour la télévision, en faisant souvent appel à la palette vidéo-graphique qui lui permet de développer une dimension imaginaire au sein du cinéma documentaire. Il participe à un renouvellement en France de la production documentaire, avec Pierre-Oscar Lévy, Jean-Paul Fargier, Alain Bergala, et le précurseur Jean-Christophe Averty (à qui il a consacré une de ses œuvres).
Son rapport à l'Allemagne, que ses parents ont quittée, puis retrouvée dans les années 1960, nourrit ses films les plus personnels : 
- L'Exil à Sedan, réalisé à 49 ans et qui lui a valu plusieurs prix. C'est une enquête sur son père, rescapé des camps nazis, qui a déversé sur sa famille sa rage d'être allemand, et qui venait de mourir.
- Premier Noël dans les tranchées, sur la fraternisation entre soldats français et allemands lors du premier Noël de la Première Guerre mondiale.
- 1946, Automne allemand, à partir d'un récit de Stig Dagerman sur l'Allemagne au lendemain de la guerre.

Peintre et fasciné depuis l'enfance par l'univers de la peinture, il a réalisé de nombreux films documentaires sur des peintres, tels Paul Klee ou Odilon Redon. Entre deux films, il reprend ses pinceaux et retourne à ses peintures. Son atelier est perché en haut de la Ruche, passage de Dantzig, à Paris.

## Filmographie
- 1985 : Chaud (avec Michel Quarez) — Production aaa, CNAP.
- 1985 : Carnets d'esquisses — Production aaa. Fragments d’un musée imaginaire. Utilisation de la palette graphique Graph 8.
- 1985 : Aimez-vous Masereel ? (série 3 × 3 min)— Production aaa, ministère de la Culture.
- 1986 : Graf'nitzs (série 15 × 4 min) — Production INA.
- 1987 : Portraits (série 13 × 30 s) — Production aaa. Des portraits de gens connus, inconnus ou imaginaires
- 1987 : Femmes (série 52 × 30 s) — Production aaa, La Sept, DURAN. Exploration, en 52 tableaux et avec humour, de la représentation de la femme. Utilisation de la palette vidéographique.
- 1988 : Parisienne — Production Ex Nihilo
- 1988 : La Révolution française, têtes et chroniques (série 53 × 1 min) Production aaa, CANAL+, DURAN. L'histoire de la Révolution en courts tableaux réalisés à la palette graphique. Un travail mené avec Jacques Rouxel pour les textes.
- 1989 : Faites de l'égalité (vidéo kinescopée) — Production aaa.
- 1990 : Portrait de J.-C. Averty — Production aaa.
- 1991 : En passant par l'hôpital — Production Périphérie / Les Hôpitaux de Saint-Denis.
- 1991 : Résister (2 × 5') — Production INA / 89 en 93.
- 1991 : L'Art en jeu (Braque, Klee, Giacometti, 3 × 1 min) — Production Pandore / Centre Georges Pompidou.
- 1991-1992 : Le Courrier des téléspectateurs (Émission hebdomadaire pour LA SEPT - 30 × 4 min) — Production Ex Nihilo, LA SEPT
- 1992 : La Puce à l'oreille (série 30 × 2 min) — Production Match Images, France 3. Sur l'origine de trente expressions populaires.
- 1993 : Les Ruba'iyat (série 6 × 1 min) — Production Arte / Ex Nihilo.
- 1993 : Pour faire le portrait d'un oiseau — Production CANAL+.
- 1993 : Le Courrier des téléspectateurs (Série 3 × 4 min - 3 émissions pour le premier anniversaire d'Arte) — Production Arte / Ex Nihilo.
- 1993 : Mes rencontres à Chiloé (Journal de voyage au Chili) — Production B.E.M. Ministère des Affaires Étrangères.
- 1994 : La Bible (série 5 × 3 min) — Production Ex Nihilo / France 3 / CFRT.
- 1994 : D'après nature (série 15 × 2 min) — Production kS Visions, Canal +. Série sur le thème des fruits et légumes. plein d'humour.
- 1995 : Je vous écris (série 3 × 3 min) — Production Ex Nihilo / Canal+.
- 1995 : CD-ROM Eluard Eluard, Cent et un poèmes — Production Les Films d'ici / Arte / Conseil Général de la Seine Saint-Denis.
- 1997 : Claude Monet, peintre (documentaire) — Production Lapsus, Les films du Louvre. Sur Claude Monet et l'évolution de sa peinture. Nommé aux 7 d’or 1997.
- 1998 : Auguste Rodin, sculpteur (documentaire) — Production Lapsus / La 5ème / Musée Rodin.
- 1998 : Pieter Bruegel l’ancien, peintre (documentaire) — Lapsus Production, les films du Louvre. Sur le Bruegel l'Ancien. Nommé aux 7 d’or 1999.
- 1999 : Pierre-Auguste Renoir, peintre (documentaire) — Production Lapsus / RMN / La 5ème.
- 1999 : Des goûts et des couleurs (série 15 × 3 min) — Production kS Visions, Canal +. Quinze recettes de cuisine du monde entier, mélangée à des histoires, des voyages et à la générosité de ceux et celles qui nous transmettent leur recette, avec humour.
- 1999 : Jean-Siméon Chardin, peintre (documentaire) — Production Esther Hoffenberg, Lapsus Production, les films du Louvre.Sur le peintre Chardin. Sélectionné au 18e Festival international du film sur l’art de Montréal en 2000.
- 2000 : Voyages, voyages : Syrie (documentaire), production AMIP
- 2002 : L'Exil à Sedan (documentaire) — Production AMIP (Audiovisuel Multimedia International Production). Enquête sur son père.
- 2005 : Premier Noël dans les tranchées (documentaire) — Production Nord-Ouest Documentaires. Sur un thème historique lié à la Première Guerre mondiale.
- 2005 : Paul Klee, Le silence de l'Ange (documentaire) — Production Alegria
- 2009 : 1946, Automne allemand (documentaire) — Production AMIP. À partir du récit de Stig Dagerman sur la désolation de l'Allemagne juste après la guerre.
- 2011 : Odilon Redon, peintre des rêves (documentaire) — Production AMIP
- 2012 : Louvre-Lens La Galerie du Temps (documentaire) — Production AMIP
- 2013 : Seuls Contre Hitler (documentaire) — Production AMIP
- 2013 : Georges Braque, autoportrait (documentaire) — Production INA
- 2014 : L'Autriche d'Arno Geiger, Robert Menasse et Josef Winkler (documentaire) — Production Les Poissons Volants / Arte France.
- 2017 : Philippe Séguin, la politique au corps (documentaire) — Production INA (avec la participation de France Télévisions).

## Principaux prix
- 1987 : Prix Images de synthèse 2D au festival international du film d'animation d'Annecy pour Carnet d'esquisses
- 1988 : Prix PIXEL-INA au festival Imagina de Monte-Carlo pour Femmes
- 1989 : Mérite spécial au Tokyo Video Festival pour Révolution française, têtes et chroniques
- 1993 : Prix PIXEL-INA Animation 2D au Festival Imagina de Monte-Carlo pour Le Courrier des téléspectateurs
- 2002 : 
  - Prix de la critique internationale (FIPRESCI) au Festival international du film documentaire et du film d'animation de Leipzig 2002 pour L'Exil à Sedan
  - Grand prix du documentaire historique 2002 au Festival international du film d'histoire de Pessac pour L'Exil à Sedan
  - Mention spéciale du prix lycéen du documentaire historique à Pessac pour L'Exil à Sedan
- 2003 :
  - Prix de l’œuvre d’art numérique de la Société civile des auteurs multimédia pour L'Exil à Sedan
  - Prix du film documentaire au festival Cinéfleuve — Kino im Fluss (festival itinérant de la Grande Région — Sarre, Lorraine, Luxembourg, Alsace, Rhénanie-Palatinat, Wallonie) pour L'Exil à Sedan